# Typhoon (atletiekvereniging)
Typhoon is een atletiekvereniging uit Gorinchem, die is aangesloten bij de Atletiekunie, en valt onder atletiek-regio Regio 6 - Dordrecht.
De vereniging richt zich op de baanatletiek, de wegatletiek en de triatlon.

## Geschiedenis
Typhoon is op 14 oktober 1963 opgericht. In datzelfde jaar organiseert Nico Gijsen verschillende school- en propagandawedstrijden. Na een oproep in de Gorcumse Courant meldt zich Han van Baardwijk. Samen met hem en nog drie andere enthousiastelingen (Henny Lindeboom, Martin de Radder en Wim de Wever) wordt er op 14 oktober 1963 de oprichtingsvergadering gehouden in de kantine van voetbalvereniging SVW. Al op de eerste avond wordt voor de naam Typhoon gekozen.
Het eerste jaar mag Typhoon gebruikmaken van een stuk grasland naast het terrein van korfbalvereniging GKV op Mollenburg. In 1965 verleent de gemeente Gorinchem de vergunning voor de bouw van een keet bij de 300 meter lange baan.

## Clubtenue
De clubkleuren zijn Blauw en Wit.

## Nederlandse kampioenen
Een overzicht van Typhoon atleten die Nederlands Kampioen (winnaar) zijn geworden tijdens de Nederlandse kampioenschappen atletiek.
| Jaar | Titel                          | Categorie   | Atleet             | Prestatie | Plaats            |
| ---- | ------------------------------ | ----------- | ------------------ | --------- | ----------------- |
| 1975 | Competitie (outdoor)           | AB-junioren | Typhoon team       |           |                   |
| 1979 | meerkamp (outdoor)             |             | Thea den Hartog    | 3824 pnt  |                   |
| 1981 | discuswerpen (outdoor)         | Mannen      | Erik de Bruin      | 52,52 m   | Utrecht-Overvecht |
| 1981 | kogelstoten (outdoor)          | Mannen      | Erik de Bruin      | 16,57 m   | Utrecht-Overvecht |
| 1982 | discuswerpen (outdoor)         | Mannen      | Erik de Bruin      | 57,88 m   | Amsterdam         |
| 1982 | kogelstoten (outdoor)          | Mannen      | Erik de Bruin      | 17,35 m   | Amsterdam         |
| 1987 | verspringen (indoor)           |             | Silvie Ratten      | 5,31 m    |                   |
| 1988 | 100 m (outdoor)                | JB          | Eric van Zee       | 10,91 s   | Uden              |
| 1988 | verspringen (outdoor)          | JB          | Eric van Zee       | 7,03 m    | Uden              |
| 1990 | verspringen (outdoor)          | JA          | Eric van Zee       | 6,85 m    | Leiden            |
| 1997 | 400 m (outdoor)                | M40         | Ruud Wieles        | 53,59 s   | Emmen             |
| 1998 | 10.000 m (outdoor)             | Mannen      | Martin Lauret      | 29.05,66  | Groningen         |
| 1999 | 10.000 m (outdoor)             | Mannen      | Martin Lauret      |           | Gorinchem         |
| 2001 | 3000 m (indoor)                | Mannen      | Ad Verweij         | 8.24,95   | Gent              |
| 2006 | 3000 m (indoor)                | Mannen      | Ad Verweij         | 8.39,64   | Gent              |
| 2006 | polsstokhoogspringen (outdoor) |             | Bert Vreeswijk     | 3,11 m    |                   |
| 2006 | 10.000 m (outdoor)             | Master 60   | Rob Kruis          | 37:52,71  | Vught             |
| 2007 | 10.000 m (outdoor)             | Master 60   | Rob Kruis          | 38:26,94  | Utrecht           |
| 2008 | 10.000 m (outdoor)             | Mannen      | Martin Lauret      |           | Schoorl           |
| 2010 | verspringen (indoor)           | MD          | Lianne van Krieken | 4,82 m    |                   |
| 2012 | halve marathon op de weg       | M65         | Rob Kruis          | 1:31,58   | Venlo             |
| 2012 | 100 m (outdoor)                | M55         | Ruud Wieles        |           | Terneuzen         |
| 2013 | hoogspringen (indoor)          | JB          | Dion van Kessel    | 1,93 m    |                   |
| 2013 | Run-Bike-Run off-Road          |             | Riika Kelja        |           |                   |
| 2014 | 60 m (indoor)                  | M55         | Ruud Wieles        | 7,97 s    | Apeldoorn         |
| 2014 | hoogspringen (indoor)          | JB          | Dion van Kessel    | 2,01 m    | Apeldoorn         |
| 2014 | hoogspringen (outdoor)         | JB          | Dion van Kessel    | 1,99 m    | Amsterdam         |
| 2015 | hoogspringen (indoor)          | JA          | Dion van Kessel    | 2,05 m    | Apeldoorn         |
| 2015 | hoogspringen (outdoor)         | JA          | Dion van Kessel    | 2,01 m    | Breda             |
| 2016 | 60 m (indoor)                  | M60         | Ruud Wieles        | 8,06 s    | Apeldoorn         |
| 2016 | hoogspringen (indoor)          | JA          | Dion van Kessel    | 2,12 m    | Apeldoorn         |
| 2017 | 1500 m (outdoor)               | M70         | Rob Kruis          | 5:38.72   | Gouda             |
| 2017 | 800 m (outdoor)                | M70         | Rob Kruis          | 2:46.42   | Gouda             |

## Wereldkampioenen
Een overzicht van Typhoon atleten die wereldKampioen (winnaar) zijn geworden.
| Jaar | Titel              | Categorie  | Atleet                | Prestatie |
| ---- | ------------------ | ---------- | --------------------- | --------- |
| 2005 | Duatlon            | Master 65+ | Dick Benschop         | 3:26:40   |
| 2014 | WK Xterra triatlon | F45-49     | Riika Vreeswijk-Kelja | 3:30:28   |

## Evenementen
Typhoon organiseert jaarlijks meerdere evenementen.

### Grote Rivieren Loopcircuit
Sinds 2005 organiseert Typhoon het Univé Grote Rivieren Loopcircuit.
In 2016 bestaat dit circuit uit 8 wedstrijden.

### Recordwedstrijden
Jaarlijks wordt op hemelvaartsdag de Recordwedstrijden gehouden. Dit is een open wedstrijd voor atleten in de categorie Junioren.

### Clubkampioenschappen
In de tweede helft van september worden jaarlijks de clubkampioenschappen gehouden. Deze wedstrijd is alleen open voor alle leden van Typhoon.